# Борислав (село)
Вижте пояснителната страница за други значения на Борислав.
Борисла̀в е село в Северна България. То се намира в община Пордим, област Плевен. До 1919 година името на селото е Смърдехча.

## История
Старото име на Борислав е Смърдешча.
Преди много години по равното плодородно Бориславско поле, все така спокойно се лъкатушела малка рекичка.
Едно предание говори за историята на старо селище, землището на което е било обрасло с гори и много смрадлика. Затова са го нарекли Смърдехча – старото име на село Борислав.
Редица исторически находки говорят, че преди много години, селото е било обитавано от други племена. С труд са изкарали хляба си от земята древни тракийски племена. Поили конете си по студените кладенци римски конници. Порили са недрата на земята, трудолюбиви българи по време на Второто българско царство. Ето какво говорят някой исторически веществени паметници. При разкопки на могилите, намиращи се на североизточния край на селото са намерени плочи с изображение на тракийски конник, гривни, накити и кости на хора и животни. Тракийците са имали обичаи при погребения на по-знатни хора от племето да градят големи гробници с могили, като са поставяли в гробницата всички вещи, дори и коня и жената на покойника. Интересно е да се отбележи за съществуването на така наречените „Амища“ до 1949 г., които са се намирали западно от селото. Те представляват правоъгълна площ от 10 – 12 дка, обградена от всички страни с дълбок ров. Цялата площ от вътре рова е изпълнена с трапове, в средата им се намира сравнително голям трап. Всички имат изходи на юг. От четирите страни на обграденя ров има също изходи. За произхода им се приема, че са на древен римски военен лагер, където са отсядали римски войски. Източно от сегашните черти на селото е било разположено старо тракийско селище.
След падането на България под османско иго се появила болестта чума. Населението не намирало друг изход за спасение освен да изоставят селището. Българското население се заселило по балканите, поради което до освобождението на България от турско робство селото е било изключително с турско население. Заселването на българите е станало едва след Руско-Турската освободителна война. Още след войната българските селяни преди всичко от Габровско, Севлиевско и Ловешко са започнали да се заселват в селото. Първото семейство, което се е заселило е на дядо Кара Колю от село Гарването. През 1883 г. е било открито за първи път училище в селото и първия учител е бил „даскъл Цоню“ от село Дебелцово, севлиевско. През 1919 г. по инициатива на учителя Христо Доневски и участниците в героичните битки при Лерин, Костур и село Борислав – македонско са писали предложение до Министерството за промяна на името на село Смърдехча на село Борислав.

## Народно читалище “Христо Ботев 1927”
Народно читалище “Христо Ботев 1927” с.Борислав е регистрирано с решение №1472/11.11997 г. под №295, т.6, СТР. 270 на Окръжен съд гр.Плевен , читалището е вписано и в регистъра на Народните читалища в Министерство на културата – гр.София под № 1203 .
Народно читалище “Христо Ботев” – с.Борислав е основано на 06.02.1927 г. пред многолюдно събрание в салона на училището. Учителят Христо Маринов Доневски държи сказка на тема “Читалището и селянина” след която сказка към 24.00 часа се основава читалището “Христо Ботев” – с.Борислав Плевенска околия. В това първо учредително събрание се основава читалището с 47 члена, които изработват читалищният устав на читалището и избират управителен съвет с Управител Петко В. Радев .
До 2006 г. председатели на читалищното ръководство са били – Данчо Рачев Иванов, Христо Маринов Доневски, Иван Пенчев Тодоров, Кръстьо Кънчев Трифонов, Кръстьо Атанасов Петков, Гено Пенчев Генов, Стоян Иванов Генчев, Райна Минчева Илиева, Венета Ангелова Георгиева, в настоящият монвент е Милена Цачева Петлешкова.
Към читалището е съставен театрален състав, който за 50 г. е изнесъл над 100 пиеси на Бориславска и други сцени, духовата музика към читалището е свирила всяка неделя на площада на селото. Поради Миграция в селото остава малко интелигенция .Преустойство нва читалищната дейност на читалищните условия . Зареждат се камерни форми, седенки издирвания на автентичен фолклор, обичаи, за запазване на традиции . Изработени са 110 родословни дървета на всички фамилии на с.Борислав от Рачо Иванов Рачев учител и основател на читалището . Изготвени са фото албуми от родословни дървета, съхраняват се в читалището, а оригиналите са предадени в държавен архив На 01.11.2006 г. се откри паметна плоча на Рачо Иванов Рачев “Даскал Рачо” – учител и всеотдаен читалищен деятел от Кмета на община Пордим – Г-н Василев . През 1934 г. с.Борислав е наброявало 1036 жители . В настояшият момент макар селото да е под 500 жители културният живот се поддържа непрекъснато вече 80 години. В момената в чиеталището функционират :
- Женска певческа група и смесен хор с художествен ръководител народната певица Атанаска Димитрова, на акордеона Йордан Димитров ученик на Борис Карлов;
- Мъжка певческа вокална група “21 век ” с художествен ръководител Велислав Стоев
- Благодарение на художествените ръководители и читалищното настоятелство които работят като добър екип, певческите групи бяха удостоени заслужено с редица отличия и награди:
- Първо място лауреати на старопланински събор в “Балкан фолк” - гр.Велико Търново;
- Второ място на регионален фестивал на автентичният селски фолклор с.Горско Сливово и награда стенен часовник
- Трето място на национален фестивал листопад на спомените гр.Варна;
- Почетни грамоти дипломи и отличителни знаци на събори на народното творчество ”Панаирни дни” гр.Гулянци, фолклорен събор “Искри от миналото” гр.Априлци, събор надпяване “Беклеме” Троянски Балкан.

На 19 август се чества успение на “св.Иван Рилски” по инициатива на Кметски наместник Огнян Т. Андреев, така се именува и църквата в с.Борислав. На този празник на селото бяха дарени от :
- Позлатена и осветена икона на св.Иван Рилски дарени от Рени и Ахим от Германия
- Икона на Исус Христос от Борис Огнянов Андреев студент в Германия
- Икона на Дева Мария с младенеца от Зорница П.Павлова

През настоящата 2007 година народно читалище “Христо Ботев – 1927г.” – с.Борислав, ще проведе отчетно изборно събрание, тържествен концерт за националният празник на Република България - 3 ти март и участие на певческите групи в национални фестивали и събори .

## Културни и природни забележителности
- Народно читалище „Христо Ботев-1927“ е основано на 6 февруари 1927 г.
- Първата седмица от ноември се отбелязва сбора на село Борислав.

## Личности
- Петко Русев (1920 – 1984), журналист, партизанин и политик от БКП

Народният събор се провежда всяка година на 1 ноември. Празникът на селото е на 19 август всяка година.

## Герб на селото
През 2024г. е създаден герба на селото, който е изработен от Николай Вътков.